# Jos Thie
Jos Thie (Scheveningen, 1954) is een Nederlandse regisseur en theatermaker. Van 1973 tot en met 1983 was hij acteur, regisseur en artistiek coördinator van het muziektheater Werk in Uitvoering in Groningen. Van 1984 tot en met 1991 was hij met Antoine Uitdehaag artistiek leider van het RO Theater. Hier bracht hij meer dan veertig producties, waaronder het zes uur durende spektakel Merlijn en de door Herman van Veen gecomponeerde opera Pol (openingsvoorstelling van de nieuwe Rotterdamse Schouwburg. 
In 1994 werd Thie artistiek leider van het Friestalige theatergezelschap Tryater. Hier maakte hij naam met grootschalige projecten op locatie, zoals het theater- en voetbalspektakel ABE! (opgevoerd in het Abe Lenstra Stadion te Heerenveen), Peer Gynt in de duinen van Terschelling en Orfeo Aqua, een opera op de Friese meren. Zijn afscheidsvoorstelling was Kening Lear met onder andere dertig Friese paarden. In 2003 werd hij benoemd als ridder in de orde van Oranje Nassau en werd hem de Friese Anjer toegekend.
Hij was in 2007 en 2008  artistiek leider van Oerol en werkte daar o.a. samen met Robert Wilson aan het project Walking.
Van 2009 tot en met 2013 was Thie artistiek directeur en huisregisseur van theatergezelschap De Utrechtse Spelen. Hier regisseerde hij onder meer De Ingebeelde Zieke (Molière) en de openluchtopera Orfeo ed Euridice op de vijver van Paleis Soestdijk. Eind 2012 kwam het gezelschap in opspraak vanwege een groot financieel tekort, wat leidde tot het vertrek van Thie bij het gezelschap per april 2013.
Vanaf 2013 is hij als artistiek adviseur en regisseur betrokken bij het gezelschap Pier21 van de producent David Lelieveld gevestigd in Leeuwarden. Daar maakte hij o.a. de voorstellingen Feteranen, It wie op'n simmerjun en Watsoesto.
In het kader van de Culturele Hoofdstad Leeuwarden 2018 was hij initiatiefnemer en artistiek leider/regisseur van twee grote projecten:
Under de Toer, dertig community art producties, gekoppeld aan dertig kerken in Fryslân en het spektakel De Stormruiter. Voor ‘’De Stormruiter’’ bewerkte Thie het verhaal ‘’Der Schimmelreiter’’ van Theodor Storm (1817-1888) tot een toneelstuk, waarbij ruim honderd acteurs, zangers, figuranten, musici en ruiters samen met meer dan honderd Friese paarden, ganzen en honden optraden. Hij plaatste het verhaal, waarvan het  origineel zich afspeelt in het Duitse Noord-Friesland, in de Friese regio Het Bildt. Het stuk trok meer dan 100.000 bezoekers.
Als freelance regisseur werkte Jos Thie onder meer bij het Nationale Toneel en het Noord Nederlands Toneel. Ook regisseerde hij de musicals Joe, Doe Maar!, Soof en de rockopera Tommy. Hij is de vaste regisseur van Mini & Maxi en Jochem Myjer. Hij regisseerde ook drie Dance shows van Armin van Buuren, die overal in de wereld te zien waren, zoals The Best of Armin Only in de Johan Cruyff Arena Amsterdam, mei 2017